# Henry Dundas, I visconte Melville
Henry Dundas, I visconte Melville (Dalkeith, 28 aprile 1742 – 28 maggio 1811), è stato un giurista e politico scozzese.
Fu inoltre l'ultima persona ad essere messa sotto stato di impeachment in Gran Bretagna.

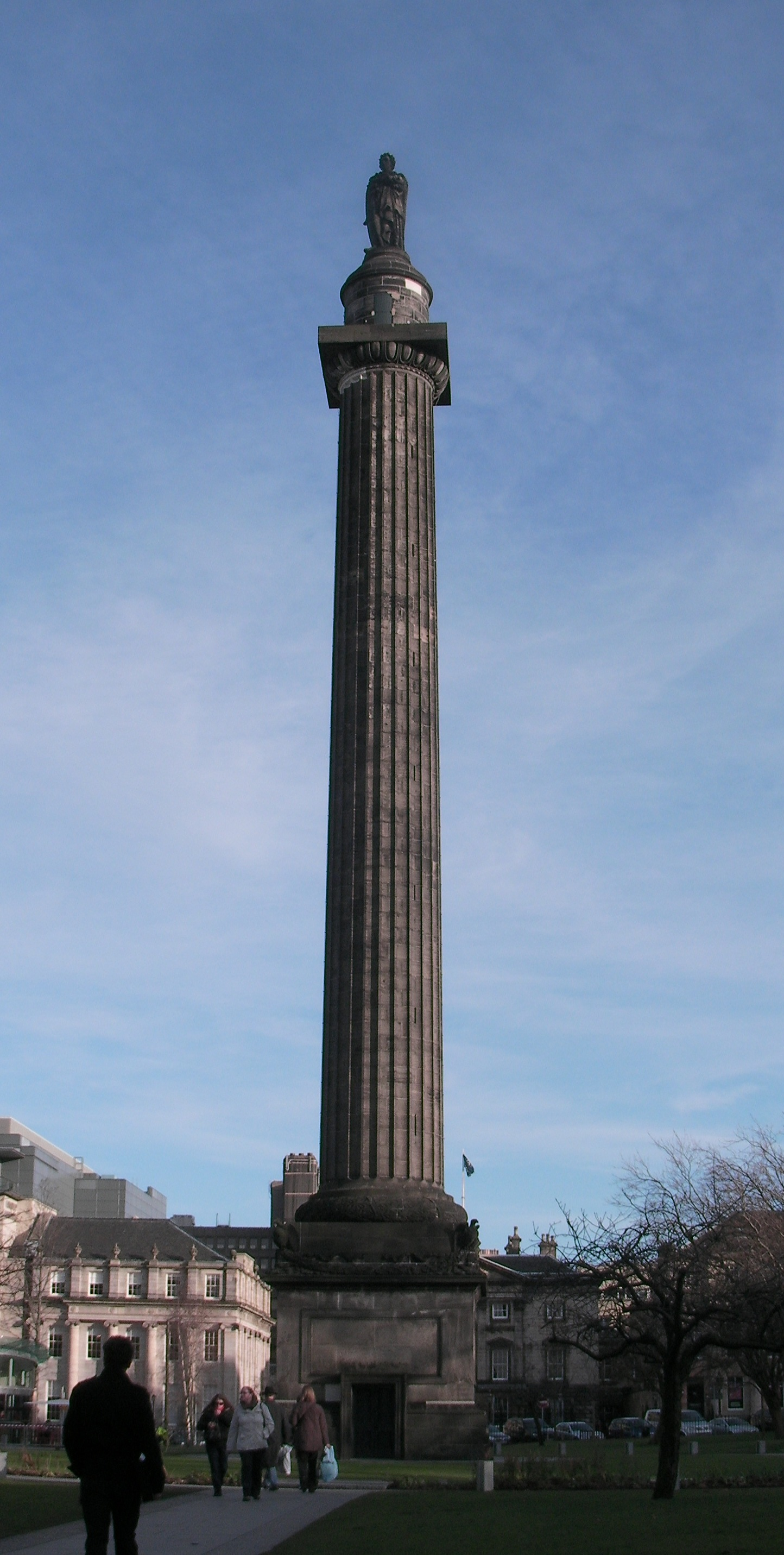
Monumento a Henry Dundas, Edimburgo

Nato nel 1742, era il quarto figlio di Robert Dundas il Vecchio, lord Arniston. Frequentò la Royal High School di Edinburgh e l'Università di Edimburgo.